# امارات.
امارات.  — національний домен для Об'єднаних Арабських Еміратів.
Відмінністю від чинного домену «.ae» є те, що в новому домені «امارات.» всі імена другого рівня писатимуться виключно арабською.